# プログレスMS-14
プログレスMS-14（ロシア語: Прогресс МC-14、ロシア製造番号448、NASAではプログレス75Pと呼称）は、国際宇宙ステーション（ISS）への再補給のためにロスコスモスが打ち上げるプログレス補給船。これはプログレス宇宙機の166回目の飛行となる。

## 来歴
プログレスMSはプログレスMをもとに航法装置を強化した無人輸送機。この強化されたバリエーションは2015年12月21日に初めて打ち上げられた。このバージョンでは以下の強化が施されている：
- 人工衛星を展開可能な新しい外部コンパートメント。それぞれのコンパートメントは4個までの発射コンテナーを搭載することができる。プログレスMS-03で初めて搭載された。
- ドッキングおよび密閉機構の電気モーターの予備システムの追加による強化された冗長性
- 貨物コンパートメントへのパネル追加による微小隕石防護力の増強
- ロシアのルーチ中継衛星とのリンク機能によって、地上局の視野外でもテレメトリーと制御が可能に
- 地上局による軌道決定の必要なしに状況ベクトルおよび軌道パラメーターの決定を可能にするGNSS自律航法
- 宇宙ステーションとの直接無線データ交換機能によるリアルタイムの相対ナヴィゲーション
- ドッキング操作のための強化されたTV視野を可能にする新しいディジタル無線システム
- 統合コマンド・テレメトリー・システム（UCTS）によるウクライナ製のChezara Kvant-V無線システムおよびアンテナ・フィーダー・システムの置き換え
- クルスAからクルスNAディジタル・システムへの置き換え

## 宇宙機
この飛行は対独戦勝75周年を記念して聖ゲオルギーのリボンと第二次世界大戦の勲章がソユーズに搭載された。プログレスMS-14はCOVID-19のステーションへの侵入を防ぐために打ち上げ前に追加の消毒を行ってから送り出された。コントロール・サンプルを選択して納入された物品の表面を消毒するだけではなく、まず、内側の表面と機器が消毒された。燃料が注入され、機器をアップグレードした後に、ウィルスのISSへの侵入を防止するために追加の消毒が行われた。

## 打ち上げ
「戦勝ロケット」とも呼ばれた、プログレスMS-14の打ち上げに使用されたソユーズ2.1aは、欧州での第二次世界大戦の終盤にドイツのエルベ川での米ソ両軍の会合75周年を記念してペイロード・フェアリングに「75」と言う数字が書かれた。75と言う数字は2000年以来の国際宇宙ステーションへのプログレスの75回目の補給飛行という二重の意味も持たされている。
プログレスMS-14は2020年4月25日01時51分41秒 UTCにバイコヌール宇宙基地31/6番射点から迅速軌道で打ち上げられた。通常の打ち上げの後、プログレスMS-14は同日05時11分56秒 UTCにズヴェズダ・モジュールにドッキングした。

## ドッキング
打ち上げの約3時間20分後の2020年4月25日05時11分56秒 UTCにプログレスMS-14はズヴェズダ・モジュールの後方ポートに自動で成功裏にドッキングし、2021年4月27日までとどまった。

## 貨物
プログレスMS-14宇宙機は、1358kgの与圧貨物を含む2528kgの貨物を搭載していた。以下はISSへの貨物の内訳である：
- 与圧貨物： 1358 kg
- 燃料： 700 kg
- 酸素： 50 kg
- 水： 420 kg

## ドッキング解除と投棄
ミッション完了後、プログレスMS-14は廃棄するごみを積み込んで2021年4月27日にステーションからドッキング解除した。同機は2021年4月29日00時42分 UTCに南太平洋上で破壊されるように大気圏に再突入した。